# 福島県立田島高等学校
福島県立田島高等学校（ふくしまけんりつ たじまこうとうがっこう）は、かつて福島県南会津郡南会津町に所在した県立高等学校。

## 設置学科
- 全日制課程　
  - 普通科

かつては農林科・家政科も設置されていた。

## 沿革
- 1911年 - 町立田島実業補習学校として開校。
- 1923年 - 町立田島実業公民学校に改称。
- 1934年 - 県に移管、県立田島高等公民学校に改称。
- 1937年 - 福島県立田島農林学校に改称。
- 1948年4月1日 - 学制改革により、福島県立田島高等学校となる。
- 2023年4月1日 - 旧・福島県立南会津高等学校と統合し、新たに南会津高等学校が設置され閉校[2]。

## 部活動
- 野球部
- レスリング部

## 交通
- 会津鉄道会津線田島高校前駅下車

## 著名な出身者
- 佐藤雄平（元福島県知事）
- 梅宮哲（俳優）